# Даво, Жюль Александр
Жюль Александр Даво (фр. Jules Alexandre Daveau; 29 февраля 1852, Аржантей — 24 августа 1929) — французский ботаник, известный своими исследованиями португальской флоры.
В подростковом возрасте он начал работу учеником садовника в Национальном музее естествознания в Париже. В 1875 году Даво был отправлен в экспедицию в Киренаику. С 1876 по 1893 он служил главным садовником ботанического сада в Лиссабоне. После этого он был куратором гербария и ботанического сада в Монпелье.
Растения с видовым эпитетом «daveauanus» были названы в честь Даво, примером чего является «Erigeron daveauanus».

## Отдельные публикации
- «Aperçu sur la végétation de l’Alemtejo et de l’Algarve», 1882.
- «Euphorbiacées du Portugal», 1885 — Молочайные из Португалии.
- «Cistinées du Portugal», 1886 — Cistineae из Португалии.
- «Plumbaginées du Portugal», 1889 — Plumbaginaceae из Португалии.
- «Cypéracées du Portugal», 1892 — Cyperaceae из Португалии[6].